# João Mandi
João Lima Moraes (11 de julho de 1955), ficou conhecido nacionalmente no ano de 1982 como o "Herói das Sete Quedas", quando em fevereiro de 1982 o então desconhecido funcionário público, salvou 6 pessoas, em um dos maiores acidentes do país, a queda de uma ponte em Sete Quedas.
Após o evento, tornou-se conhecido como João Mandi, porém tal apelido ja era utilizado por todos que conheciam a familia na pequena cidade de Guaíra no Estado do Paraná. O nome "Mandi", proveio de um peixe existente na região, e foi dado ao pai de João, Sr. Lazaro, que possuia grandes bigodes, assim como o peixe.
João com a morte do pai, tornou-se pescador aos 12 anos, para garantir o sustento de sua familia, e por conseguinte todos de sua familia herdaram tal apelido, inclusive irmãos e filhos.
João Mandi foi vereador da cidade de Guaíra por 2 mandatos, sendo ainda secretário de esportes, é um grande nome na política local.
João Mandi foi condecorado com o título de Honra ao Mérito, e é considerado o único heroi nacional civil vivo, atualmente esta aposentado, e continua residindo com sua familia na cidade de Guaíra.